# Norman Lloyd
Norman Lloyd, pseudonimo di Norman Perlmutter (Jersey City, 8 novembre 1914 – Los Angeles, 11 maggio 2021), è stato un attore, produttore televisivo e regista statunitense.

## Biografia
Figlio di Max e Sadie Horowitz Perlmutter, suo padre morì nel 1945. Sul grande schermo per oltre settant'anni, Lloyd esordì nel 1939 in The Streets of New York. Apparve successivamente negli anni quaranta in Sabotatori (1942) di Alfred Hitchcock, nel ruolo di una spia nazista, Gli ammutinati di Sing Sing (1945), Salerno, ora X (1945) e Il regno del terrore (1949), a fianco di Robert Cummings.
Durante gli anni cinquanta lavorò molto in televisione. In particolare, si ricordano le sue interpretazioni di villain in alcuni episodi della serie Alfred Hitchcock presenta e le sue apparizioni in numerose serie televisive negli anni settanta e ottanta, come Quincy, Star Trek: The Next Generation e La signora in giallo. Svolse con successo anche attività di regista e produttore.
Nel 1989 interpretò uno dei ruoli più importanti della sua carriera, quello del preside in L'attimo fuggente accanto a Robin Williams. Fu poi uno dei protagonisti dei telefilm Seven Days (1998-2001) e The Practice - Professione avvocati (1997-2003). Nel 2015 l'ultimo lavoro: Un disastro di ragazza di Judd Apatow.
È stato sposato dal 1936 con l'attrice Peggy Craven fino alla di lei morte il 30 agosto 2011: insieme hanno avuto due figli. Fu grande amico di Christopher Lee e di Charlie Chaplin.
È morto nel sonno nella sua abitazione la mattina dell'11 maggio 2021, all'età di 106 anni.

## Filmografia

### Attore

#### Cinema
- The Forgotten Man, regia di Leslie M. Roush - cortometraggio (1941)
- Sabotatori (Saboteur), regia di Alfred Hitchcock (1942)
- Il fantasma (The Unseen), regia di Lewis Allen (1945)
- Gli ammutinati di Sing Sing (Within These Walls), regia di H. Bruce Humberstone (1945)
- L'uomo del Sud (The Southerner), regia di Jean Renoir (1945)
- Io ti salverò (Spellbound), regia di Alfred Hitchcock (1945)
- Salerno, ora X (A Walk in the Sun), regia di Lewis Milestone (1945)
- Una lettera per Eva (A Letter for Evie), regia di Jules Dassin (1946)
- Una giovane vedova (Young Widow), regia di Edwin L. Marin (1946)
- Anni verdi (Green Years), regia di Victor Saville (1946)
- La morte è discesa a Hiroshima (The Beginning of the End), regia di Norman Taurog (1947)
- Tra moglie e marito (No Minor Vices), regia di Lewis Milestone (1948)
- Occhio per occhio (Calamity Jane and Sam Bass), regia di George Sherman (1949)
- Il regno del terrore (Reign of Terror), regia di Anthony Mann (1949)
- La mano deforme (Scene of the Crime), regia di Roy Rowland (1949)
- La corsara (Buccaneer's Girl), regia di Frederick de Cordova (1950)
- La leggenda dell'arciere di fuoco (The Flame and the Arrow), regia di Jacques Tourneur (1950)
- Flame of Stamboul, regia di Ray Nazarro (1951)
- M, regia di Joseph Losey (1951)
- Ho amato un fuorilegge (He Ran All the Way), regia di John Berry (1951)
- L'immagine meravigliosa (The Light Touch), regia di Richard Brooks (1951)
- Luci della ribalta (Limelight), regia di Charles Chaplin (1952)
- Audrey Rose, regia di Robert Wise (1977)
- FM, regia di John A. Alonzo (1978)
- The Nude Bomb, regia di Clive Donner (1980)
- Jaws of Satan, regia di Bob Claver (1981)
- Amityville Horror - La fuga del diavolo (Amityville Horror: The Evil Escapes) (1989)
- L'attimo fuggente (Dead Poets Society), regia di Peter Weir (1989)
- Shogun Mayeda (Kabuto), regia di Gordon Hessler (1991)
- L'età dell'innocenza (The Age of Innocence), regia di Martin Scorsese (1993)
- The Song of the Lark, cortometraggio, regia di Hiroyuki Nakano (1997)
- A prova di errore (Fail Safe), regia di Stephen Frears (2000)
- Le avventure di Rocky e Bullwinkle (The Adventures of Rocky & Bullwinkle), regia di Des McAnuff (2000)
- Photosynthesis, cortometraggio, regia di Paul Gyuro (2005)
- In Her Shoes - Se fossi lei (In Her Shoes), regia di Curtis Hanson (2005)
- A Place for Heroes, regia di Scott R. Thompson (2014)
- Un disastro di ragazza (Trainwreck), regia di Judd Apatow (2015)

#### Televisione
- The Streets of New York, regia di Anthony Mann – film TV (1939)
- The United States Steel Hour – serie TV, 1 episodio (1956)
- Kraft Television Theatre – serie TV, 2 episodi (1956)
- On Trial – serie TV, 1 episodio (1957)
- General Electric Theater – serie TV, episodio 5x17 (1957)
- Alcoa Presents: One Step Beyond – serie TV, 1 episodio (1959)
- New Comedy Showcase – serie TV, 1 episodio (1960)
- Alfred Hitchcock presenta (Alfred Hitchcock Presents) – serie TV, 5 episodi (1957-1961)
- The Most Deadly Game – serie TV, 1 episodio (1970)
- The Scarecrow – film TV (1972)
- Mistero in galleria (Night Gallery) – serie TV, 1 episodio (1972)
- O'Hara, U.S. Treasury – serie TV, 1 episodio (1972)
- Gondola – film TV (1974)
- Kojak – serie TV, 1 episodio (1975)
- The Dark Secret of Harvest Home – minsierie TV, 2 episodi (1978)
- Mendicante ladro (Beggarman, Thief) – film TV (1979)
- Quincy (Quincy M.E.) – serie TV, 1 episodio (1982)
- A cuore aperto (St. Elsewhere) – serie TV, 132 episodi (1982-1988)
- The Paper Chase – serie TV, 1 episodio (1985)
- Ai confini della realtà (The Twilight Zone) – serie TV, episodio 1x59 (1986)
- La signora in giallo (Murder, She Wrote) – serie TV, episodi 2x22-8x09-10x10 (1986-1993)
- Oltre la legge - L'informatore (Wiseguy) – serie TV, 4 episodi (1989)
- Civil Wars – serie TV, 1 episodio (1992)
- Home Fires – serie TV, 6 episodi (1992)
- Star Trek: The Next Generation – serie TV, episodio 6x20 (1993)
- The Omen – film TV (1995)
- Wings – serie TV, 1 episodio (1996)
- The Practice - Professione avvocati (The Practice) – serie TV, 4 episodi (1997-2003)
- Seven Days – serie TV, 49 episodi, in 17 dei quali solo accreditato (1998-2001)
- The Song of the Lark – film TV (2001)
- Modern Family – serie TV, 1 episodio (2010)

### Regista
- The Adventures of Kit Carson – serie TV (1951)
- Chevron Theatre – serie TV, 8 episodi (1952)
- Gruen Guild Playhouse – serie TV, 3 episodi (1952)
- The Pepsi-Cola Playhouse – serie TV, 3 episodi (1954)
- Omnibus – serie TV, 6 episodi (1952-1955)
- A Word to the Wives... – cortometraggio (1955)
- Alcoa Premiere – serie TV, 1 episodio (1962)
- Alfred Hitchcock presenta (Alfred Hitchcock Presents) – serie TV, 19 episodi (1958-1962)
- L'ora di Hitchcock (The Alfred Hitchcock Hour) – serie TV, 3 episodi (1962-1964)
- Compagni nell'incubo (Companions in Nightmare) – film TV (1968)
- The Smugglers – film TV (1968)
- Colombo (Columbo) – serie TV, 1 episodio (1971)
- Awake and Sing – film TV (1972)
- Carola – film TV (1973)
- The Carpenters – film TV (1973)
- Nourish the Beast – film TV (1974)
- Knuckle – film TV (1975)
- The Fatal Weakness – film TV (1976)
- Philemon – film TV (1976)
- Actor – film TV (1978)
- Insight – serie TV, 1 episodio (1983)
- Il brivido dell'imprevisto (Tales of the Unexpected) – serie TV, 2 episodi (1983-1984)

## Doppiatori italiani
Nelle versioni in italiano delle opere in cui ha recitato, Norman Lloyd è stato doppiato da:
- Stefano Sibaldi in Tra moglie e marito, Il regno del terrore, La leggenda dell'arciere di fuoco, Ho amato un fuorilegge, Luci della ribalta
- Gianni Bonagura in Audrey Rose, La signora in giallo (ep. 10x10)
- Sergio Tedesco ne L'attimo fuggente, La signora in giallo (ep. 8x09)
- Sandro Tuminelli in A cuore aperto
- Roberto Villa ne La signora in giallo (ep. 2x22)
- Sergio Graziani in Star Trek: The Next Generation
- Dario Penne ne L'età dell'innocenza
- Valerio Ruggeri in Seven Days
- Antonio Paiola in A prova di errore
- Pietro Biondi in In Her Shoes - Se fossi lei
- Dante Biagioni in Un disastro di ragazza
- Luciano Roffi in Sabotatori (ridoppiaggio)